# کیرسباخ
کیرسباخ (به آلمانی: Kirsbach) یک شهر در آلمان است که در فولکانایفل واقع شده‌است. کیرسباخ ۷۹ نفر جمعیت دارد.